# فابيان ليموين

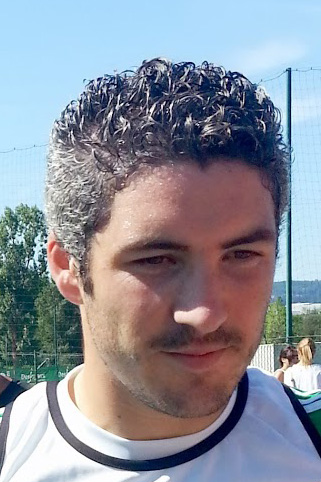

فابيان ليموين (بالفرنسية: Fabien Lemoine)‏ (مواليد 16 مارس 1987 في فوغيريس - فرنسا) لاعب كرة قدم فرنسي يلعب حاليا لصالح نادي الدرجة الأولى رين الفرنسي منذ 2000 في مركز الوسط المحوري .

## روابط خارجية
- فابيان ليموين على موقع الاتحاد الأوربي (الإنجليزية)
- فابيان ليموين على موقع رابطة كرة القدم الفرنسية للمحترفين (الإنجليزية)
- فابيان ليموين على موقع قاعدة بيانات كرة القدم.إي يو (الإنجليزية)
- فابيان ليموين على موقع ليكيب (الفرنسية)
- فابيان ليموين على موقع Soccerway.com (الإنجليزية)
- فابيان ليموين على موقع عالم كرة القدم.نت (الإنجليزية)
- فابيان ليموين على موقع كووورة
- فابيان ليموين على موقع AS.com (الإسبانية)